# 第11軍団 (ロシア海軍)
第11軍団（だい11ぐんだん、ロシア語: 11-й армейский корпус）は、ロシア陸軍の軍団。レニングラード軍管区隷下。

## 概要
本部はカリーニングラード州のグセフに置かれる。
2016年4月1日に西部軍管区のバルチック艦隊に所属するロシア海軍沿岸部隊として結成され、カリーニングラード州から活動する。初代司令官はユーリ・ヤロヴィツキー。
2021年2月1日、ソヴィェツク（1946年まではティルジット）において第75親衛自動車化狙撃連隊（かつては第40親衛戦車師団の一部）の復活が報道された。この新たな連隊は、新たに結成される第11軍団の自動車化狙撃師団の一部を形成することになると報道された。ソヴィェツクはリトアニアとの国境のネマン川の河岸に位置し、ロシアの主要部分との国境への最短の陸路が始まる場所である。
2022年2月24日の後、第11軍団は2022年ロシアのウクライナ侵攻に身を投じた。2022年10月26日、ロイターは、イワン・ポポフ大佐指揮下の第11軍団別働隊の敗北と撤退、9月6日-8日のウクライナによるハルキウ州東部の反攻後にバラクリヤの基地に残されていた数千もの文書に関する特別記事を公開した。
2022年10月、アメリカ人従軍記者デイヴィッド・アックスは、第11軍団が2022年ロシアのウクライナ侵攻中に壊滅し、「以前の戦力のほんの一部でも回復するためには、ほぼ確実に、休養、再装備、徴兵に何カ月もかかるだろう」と主張した。
2024年4月、西部軍管区の解隊に伴い、レニングラード軍管区隷下に配属された。現在海軍の各艦隊は軍管区から離れ海軍総司令官の指揮下にある。

## 編制
- 軍団司令部（グセフ）[1]
- 第18親衛自動車化狙撃師団（グセフおよびソヴィェツク）[7][8]
- 第244砲兵旅団（英語版、ロシア語版）（カリーニングラード）
- 第152親衛ロケット旅団（ロシア語版）（チェルニャホフスク）
- 第7独立親衛自動車化狙撃連隊（カリーニングラード）
- 第22独立親衛高射ミサイル連隊（カリーニングラード）
- 第46独立偵察大隊（グセフ）[9][10]
- 第40独立作戦大隊（グセフ）

## 司令官
- ユーリ・ヤロヴィツキー少将（2016年 - 2020年）
- アンドレイ・ルジンスキー（ロシア語版）中将（2020年8月- ）[11]